# JR東海労働組合
JR東海労働組合（ジェイアールとうかいろうどうくみあい、略称：JR東海労（ジェイアールとうかいろう））は、東海旅客鉄道（JR東海）の労働組合である。全日本鉄道労働組合総連合会（JR総連）に加盟していた。なお、最大組合の東海旅客鉄道労働組合（略称：JR東海ユニオン（ジェイアールとうかいユニオン））は、日本鉄道労働組合連合会（JR連合）の所属で全くの別組織である。

## 概要
JR東海では、JR東海ユニオン・国鉄労働組合東海本部（国労東海）に続き3番目の組織人員である。
- 組合員数：176名（2022年3月期の有価証券報告書より）
- 本部・新幹線地方本部
東京都千代田区丸の内三丁目6番5号
- 名古屋地方本部
名古屋市中区千代田四丁目7番25号
- 新幹線関西地方本部
大阪市東淀川区西淡路一丁目2番56号

## 歴史
当時はJR東海労組であったが、1991年（平成3年）9月に執行委員長が分派活動をとって旧国鉄動力車労働組合（動労）系を含めた少数人数と共に結成した。その後、JR東海労組は旧東海鉄道産業労働組合（東海鉄産労）と合流しJR東海ユニオンと改めた。
その経緯から、現在でもJR東海ユニオンとは犬猿の仲である。

## 今後の課題と動静
組織人員の減少に歯止めがかかっていない（2022年3月期有価証券報告書によれば前年同期比-28名。第3位の組織人員ではあるが組織率は1%を下回る）。JR東海は新卒社員の採用を積極的に行っているが、ほぼ全員JR東海ユニオンに加入してしまうため、新入社員の当労組への新規加入は皆無に等しい。「一企業一労働組合」を標榜するJR東海ユニオンからの切り崩しに遭っており、脱退者が相次いでいる上、旧国鉄時代に採用された者が多いことから組合員の高齢化も進んでおり、今後も定年退職者が出ることを考えると今後の展望は決して明るいものではない。
また、名古屋地本の業務部長（蒲郡駅勤務）が内部文書を窃取したとの事由で愛知県警公安3課により逮捕され、その後証拠不十分につき不起訴となるが、JR東海から2007年9月27日付で懲戒解雇処分を受ける。JR東海労は、憲法9条改悪に反対するJR総連を破壊することを目的とした警察権力が、利害の一致したJR東海と一体となって仕組んだ茶番でありでっち上げだとして、不当処分の撤回を求めるとの声明を発表した。その後3月19日に名古屋地方検察庁から窃盗の罪で在宅起訴され、5月27日に名古屋地方裁判所にて第一回の公判が開かれる。その後当該本人は加盟組織の、JR総連第24回定期大会で執行委員に選出された。
その後2009年4月21日に懲役6ヶ月、執行猶予2年の有罪判決、10月5日の名古屋高等裁判所の控訴審でも控訴棄却、12月17日には最高裁判所に上告趣意書を提出。2010年7月7日上告棄却の決定、その後12月14日に解雇無効を訴えた民事裁判でも最高裁判所は上告棄却を決定した。
中央新幹線に対しては、1.国民的な議論、合意形成がないこと。2.膨大な債務を抱えたままの建設・運営は無責任。3.強力な電磁波による人体、環境の影響が不透明なこと。4.社会的使命、安全性、環境対応性などについて説明責任を果たしていない。5.経営破綻及び経営危機のリスクが高い。ことなどから、反対の立場をとっている。
2023年8月18日、グループ会社の関西新幹線サービックにJR東海労関西新幹線地方本部役員らが中心となって「JRサービック労働組合（JS労）」が結成されたが（既に、関西新幹線サービックにはJR連合系の労組が存在している）、JR総連は新労組を隠れ蓑にした「派中派」とみなしてJS労を承認していない。一連の内部対立の動きは、JR総連とJR東海労本体にも飛び火し、JR総連側の組織指導をJR東海労が事実上放置・無視する状況が続いたうえ、JR東海労役員がJR総連近畿地協議長の虚偽の情報で名誉を毀損されたとして損害賠償訴訟を提起した。この内部対立は、革マル系国鉄労働者OBの強い影響下にあるとされ、JR総連と対立しているJRひがし労と、JR東海労の関係者が内通して引き起こされていると、JR連合の「民主化闘争情報」で指摘されていた。JR総連は2024年6月3日に開催した定期大会において、一連のJR東海労の動きはJR総連に敵対する分派行動であるとして統制委員会を設置し、9月12日の臨時大会でJR東海労を除名とした。これを不服としたJR東海労側はいったん再審査申し立てを行うものの、JR東海労の組織運営方針に反発した一部組合員が同労組を脱退して結成した「JRセントラル労働組合」のJR総連への加盟を承認する動きが顕在化し、JR東海労は脱退者を「脱落者」「裏切り」「許さない」などと実名入りの公開文書で激しく糾弾するなど対立がより先鋭化した。JR東海労は12月11日の臨時大会でJR総連からの脱退を決定したが、JR総連は受理せず、翌日開催のJR総連臨時大会で除名処分とした。